# Steve Roper and Mike Nomad
Steve Roper and Mike Nomad est un comic strip américain d'aventures créé par le dessinateur Elmer Woggon et le scénariste Allen Saunders, diffusé dans la presse américaine sous divers noms de novembre 1936 au 26 décembre 2004. Initialement un western humoristique, c'est devenu dans les années 1940 une série d'aventures à suivre classique, assez appréciée des lecteurs pour devenir l'un des strips réalistes à suivre publiés le plus longuement aux États-Unis.
Steve Roper a été partiellement recueillie aux États-Unis, et a fait l'objet de nombreuses publications francophones dans l'hebdomadaire Record et dans les mensuels dits « petits formats ».
Ses dessinateurs ont été, outre Woggon, Pete Hoffman (en) (1945-1956), William Overgard (en) (1954-1985) puis Frank Matera (1985-2014). John Saunders, fils d'Allen, en a signé le scénario de 1979 à son décès en 2003.

## Histoire de publications
Le comic strip est diffusé dans la presse américaine à partir de novembre 1936 par Publishers Syndicate (en) sous le titre Big Chief Wahoo, du nom de son premier personnage principal, un jeune chef Indien associé au colporteur blanc J. Mortimer Gusto, inspiré par W. C. Fields, qui disparaît du strip fin 1939. La série est alors une bande dessinée de western humoristique.
En 1940, un reporter aussi intègre qu'intrépide, Steve Roper, apparaît dans la série. Rapidement, il prend l'ascendant sur les autres personnages : la série est renommée Chief Wahoo and Steve Roper en 1944, puis Steve Roper and Chief Wahoo en 1946, et enfin Steve Roper l'année suivante. Woggon, dessinateur au style cartoonesque, se fait aider par différents dessinateurs pour satisfaire ses éditeurs qui désiraient un trait plus réaliste : après son Bill Woggon puis Don Dean, c'est Pete Hoffman (en) qui en assure le dessin de 1945 à 1954,.
En 1954, le dessin de la série est officiellement confié à William Overgard (en). Celui-ci introduit en juin 1956 un nouveau personnage, le vétéran terre-à-terre Mike Nomad, qui devient rapidement l'acolyte indissociable de Roper et est ajouté au nom de la série en avril 1969.
En 1979, Saunders confie officiellement le scénario de Steve Roper (ainsi que celui de son autre comic strip Mary Worth) à son fils John, qui y travaillait avec lui depuis plusieurs années. En 1985, Overgard, désireux de se concentrer sur son propre strip Rudy, laisse le dessin à Frank Matera. La série est alors centrée sur Mike Nomad, Mike Roper en disparaissant pendant près de dix ans avant de réapparaître en 1997. Après le décès de John Saunders en novembre 2003, le strip est poursuivi durant quelques mois, Matera étant aidé par divers scénaristes, avant que King Features Syndicate n'y mette fin le 26 décembre 2004.